# Aballava
Aballava nebo Aballaba (vesnice na tomto místě nese moderní název Burgh by Sands) byla římská pevnost na Hadriánově valu. Ležela mezi pevností Petriana (Stanwix) na východě a Coggabata (jejíž moderní název zní Drumburgh) na západě. Pevnost měla chránit jižní konec dvou důležitých brodů, Peat Wath a Sandwath, které o staletí později hojně používali středověcí pohraniční nájezdníci.

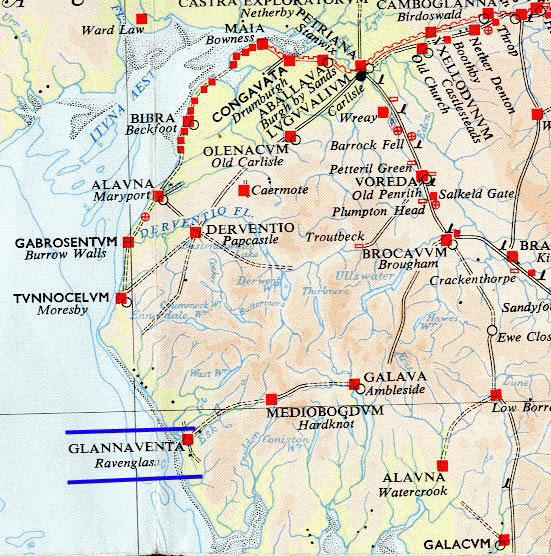
Mapa západní části Hadriánova valu s pevností Aballava

## Ze starověku

### Poloha pevnosti
Pevnost se nachází téměř 9 km na západ od Stanwixu, předměstí města Carlisle (hrabství Cumbria, severozápadní Anglie), na místě vzdáleném přibližně o dva a půl kilometru na jih od Solway Firth.

### Název
Jméno pevnosti, a to v podobě Aballaba, se poprvé objevuje v dokumentu z počátku 5. století zvaném Notitia Dignitatum; mezi pevnostmi Petrianis (Stanwix, Cumbria) and Congavata (Drumburgh, Cumbria, tj. Coggabata).
Dále figuruje v ravenské Kosmografii ze 7. století, a to jako Avalana, mezi pevností Uxelludamo (zvanou též Stanwix) a Maia (tj. Mais, Bowness on Solway, Cumbria).
Slovo 'Aballava' znamená "sad". Může však také pocházet ze jména, které se podobá některé z číslovek ve staré angličtině (jako názvy Abba, Eadburg, Eadbeorht nebo Eadbeald). Druhá část může vycházet ze staroanglického hlaw ‘hill’.
Alternativní název: Burgh II.

### Popis
Pevnost měla obdélníkový tvar. Ležela přímo na valu, měřila 150 m v severojižním směru a 120 m ve směru z východu na západ. Zabírala plochu 20 000 m2. S  jistotou je pouze známo, kde stála její východní zed'. Pevnost pravděpodobně postavili na místě věžičky 71b.

### Časové zařazení

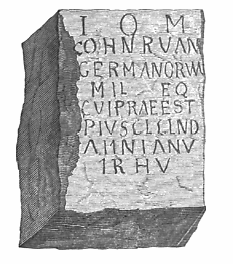
Jupiterův oltář, nalezený v roce 1825 v řece Eden zhruba 800 m. severně od Beaumontu, Burgh by Sands. Nápis zní "Jupiterovi, Nejlepšímu a Největšímu, první germánská kohorta Nerviů... pod velením tribuna Publia Tuscilia... Jasiniana."

Fungovala přibližně od poloviny 2. století do druhé poloviny 4. století a byla snad nástupcem pevnosti Burgh  I (směrem k jihu). Nezbyly po ní žádné zdi, jen silnice výrazně poklesne na místě, kudy se táhl obranný val na západní straně, poblíž křižovatky.

### Posádka
V 2. století tam měla základnu jednotka Ala I Tungrorum a po ní smíšený oddíl jezdectva první kohorty Nerviorum (Nerviové; Cohors Primae Nervana Germanorum milliaria equitata). Ve 3.  století tam byl oddíl Frísů (Cuneus Frisiorum Aballavensium) a později jednotka pěchoty (Maurové z Maroka, Numerus Maurorum Aurelianorum).
Na jihozápad od pevnosti vyrostla civilní osada (vicus), u níž se dále k jihu nacházel hřbitov.

## Doba moderní
V moderní době stojí na místě pevnosti opevněný pohraniční kostel̟. Zdi má téměř výhradně z římských kamenů a pravděpodobně byl postaven tam, kde bývalo velitelství pevnosti (principia).

### Archeologické nálezy
Vykopávky probíhaly v roce 1922, během nichž bylo zjištěno, že pevnost ležela na Hadriánově valu. Později byly v této lokalitě objeveny další dvě pevnosti, a to díky leteckým snímkům (v roce 1976 a 1977). Druhá pevnost, objevená v roce 1976, je pravděpodobně starší než Hadriánův val. Mohla patřit k systému pevností Stanegate, ale to se zatím nepotvrdilo.
Vykopávky malého rozsahu, které 200 metrů jižně od pevnosti provedla společnost Headland Archeology, odhalily pozůstatky civilní osady (vicus), z poloviny 2. století. Není žádný důkaz o osídlení pozdějším, ke konci 2. století nebo ve století třetím.

## V beletrii
Americká spisovatelka Gillian Bradshawová vydala v roce 2007 knihu Dark North. Jde o historický román z římské Británie z roku 208, z doby vlády císaře Septimia Severa. Jeho pokus dobýt Skotsko je zobrazen očima Memnona, etiopského zvěda kavalérie z jednotky, která má základnu právě v pevnosti Aballava.